# Peray

Peray este o comună în departamentul Sarthe, Franța. În 2009 avea o populație de 58 de locuitori.